# 225丁目駅
225丁目駅（225ちょうめえき、英語: 225th Street）はニューヨーク市地下鉄IRTホワイト・プレーンズ・ロード線の駅である。ブロンクス区ウェイクフィールドの東225丁目とホワイト・プレーンズ・ロードの交差点に位置し、2系統が終日、5系統がラッシュ時混雑方向へ向かう一部列車が停車する。

## 駅構造
| P ホーム階 | 相対式ホーム、右側扉が開く | 相対式ホーム、右側扉が開く |
| P ホーム階 | 南行緩行線                 | ← フラットブッシュ・アベニュー-ブルックリン・カレッジ駅行き（219丁目駅） ← 朝ラッシュ時：フラットブッシュ・アベニュー-ブルックリン・カレッジ駅行き（219丁目駅） |
| P ホーム階 | 混雑方向急行線             | → 定期列車なし |
| P ホーム階 | 北行緩行線                 | → ウェイクフィールド-241丁目駅行き（233丁目駅）→ 夕ラッシュ時：ネレイド・アベニュー駅行き（233丁目駅）→                                                         |
| P ホーム階 | 相対式ホーム、右側扉が開く | |
| M          | 改札階                     | 改札口、駅員詰所、メトロカード自動券売機 |
| G          | 地上階                     | 出入口 |

駅は1917年3月31日にIRTホワイト・プレーンズ・ロード線の東219丁目駅（現219丁目駅）- 東238丁目駅（現ネレイド・アベニュー駅）間の延伸開業と共に東225丁目駅 (East 225th Street) として開業した。駅は緩行線2線と急行線1線、相対式ホーム2面を有した2面3線の高架駅で2005年秋に1度改装が行われている。
中央の急行線にホームは無く定期旅客列車の通過は無い。南北ホーム共に赤い屋根があるほか緑の柱とガラスで構成される外壁がある。また、ホーム両端に外壁は無く代わりに黒いフェンスが設置されている。駅名標はニューヨーク市地下鉄で標準の黒地に白の物が掲げられている。
駅には2006年にニッキー・エンライトにより製作されたアートワーク、『SUniversal City』が飾られている。これはホーム外壁のステンドグラスにより構成された作品で恒星や星座、惑星など天文学に関連した物をモチーフに描かれている。

### 出口
当駅はホームの下に改札階があり各ホームからそれぞれ2つずつ、計4つの階段が接続している。改札口は2ヶ所あり、北行ホーム側には2つの退場専用回転式改札機が、南行ホーム側には3つの回転式改札機と非常用出入口がある。改札外にはきっぷ売り場と地上への2つの階段があり、1つはホワイト・プレーンズ・ロードと東225丁目の交差点北西に、もう1つは同交差点南東へ接続する。